# 薩德伯里 (薩福克郡)
薩德伯里（英語：Sudbury，/ˈsʌdbəri/）是位於英格蘭薩福克郡的一個集镇，據2011年人口英國普查，薩德伯里有人口13,063人。

## 友好城市
- 法國 克莱蒙